# Sailly-au-Bois
Sailly-au-Bois is een gemeente in het Franse departement Pas-de-Calais (regio Hauts-de-France) en telt 265 inwoners (1999). De plaats maakt deel uit van het arrondissement Arras.

## Geografie
De oppervlakte van Sailly-au-Bois bedraagt 9,2 km², de bevolkingsdichtheid is 28,8 inwoners per km².
De onderstaande kaart toont de ligging van Sailly-au-Bois met de belangrijkste infrastructuur en aangrenzende gemeenten.

## Demografie
Onderstaande figuur toont het verloop van het inwonertal (bron: INSEE-tellingen).